# Judgement Day (Brooke Hogan)
Judgement Day è la prima mixtape della cantante statunitense Brooke Hogan. Anticipa il suo secondo album di studio The Redemption, pubblicato il 21 luglio 2009.

## Tracce
1. Intro
2. Ur Not That Hot
3. Slow Down
4. Miss That Crazy Love
5. Certified
6. Taste Me
7. Heart Breaker
8. Girls Get Boys
9. Movin' On
10. Arm Piece
11. Ex-Boyfriend
12. Hulk Calls So-Be (featuring Skit)
13. We Go Hard (featuring Hollywood & Jint)
14. Birthday Sex (featuring Jeremih & Fabolous)
15. Falling (featuring Stack$)
16. Hey Yo! (featuring Colby O'Donis)
17. Finish Line (Live)